# آرون مویرهد
آرون مویرهد (انگلیسی: Aaron Muirhead؛ زادهٔ ۳۰ اوت ۱۹۹۰) بازیکن فوتبال اهل بریتانیا است.
از باشگاه‌هایی که در آن بازی کرده‌است می‌توان به باشگاه فوتبال پاتریک تیسل و باشگاه فوتبال فالکیرک اشاره کرد.